# 三津濱站
三津濱站（日语：／ Mitsuhama eki */?）是位在日本愛媛縣松山市會津町、隸屬於四國旅客鐵道（JR四國）予讚線的鐵路車站。車站編號為Y54，2010年因業務精簡關係，降為無人站。現時亦只停靠普通列車。車站名稱雖稱為「三津濱」，但位置並非座落於三津濱地區中心，與三津濱港更是相距近2公里，反而車站西面約500米，伊予鐵道的三津站，才是三津濱地區的中心車站，因此除了平日學生搭客外，較少人會使用。
車站標題為「和坊少爺有關的透納島」。「透納島」亦即是現時的四十島，是位於高濱港西南方約600米的一個無人島。在《少爺》一書以此為名。

## 車站構造
設有單層木制站舍1座，左側為原站務室，後來改為商店，現時由一所烏冬店暨茶室進駐；右側為開放式候車大堂，靠近閘口旁設有後建的站務室，並有1部自動售票機。無人化後站務室暫時空置。
設有側式月台及島式月台各1個，曾經提供過2線3線的配置，但位於島式月台最外面的3號月台後來棄用，路軌亦被拆去，只保留另一側的2號月台仍然使用，亦只限作避車時才使用。1號月台向松山方向則設有保線用路軌。
月台間以行人天橋連接，有限長度為6輛。

### 月台配置
| 月台 | 路線    | 方向 | 目的地                   |
| ---- | ------- | ---- | ------------------------ |
| 1、2 | ■予讚線 | 上行 | 今治、伊予西條、高松方向 |
| 1、2 | ■予讚線 | 下行 | 松山、伊予市方向         |

## 歷史
- 1927年4月3日：開業。
- 1985年3月14日：第一次無人化。
- 1987年4月1日：日本國鐵分割民營化，車站經營權由JR四國繼承。
- 1998年10月：重新配置車站職員。
- 2010年9月1日：第二次無人化。

## 相鄰車站
四國旅客鐵道
■予讚線
伊予和氣（Y53）－三津濱（Y54）－松山（Y55）

## 外部連結
- 未翻新前的車站。（1983年）（页面存档备份，存于）
- 非官方車站介紹。
- 另一個非官方車站介紹。（页面存档备份，存于）